# 袁嘉穀

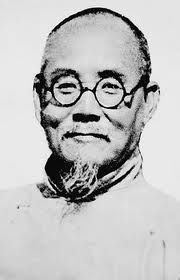
袁嘉穀

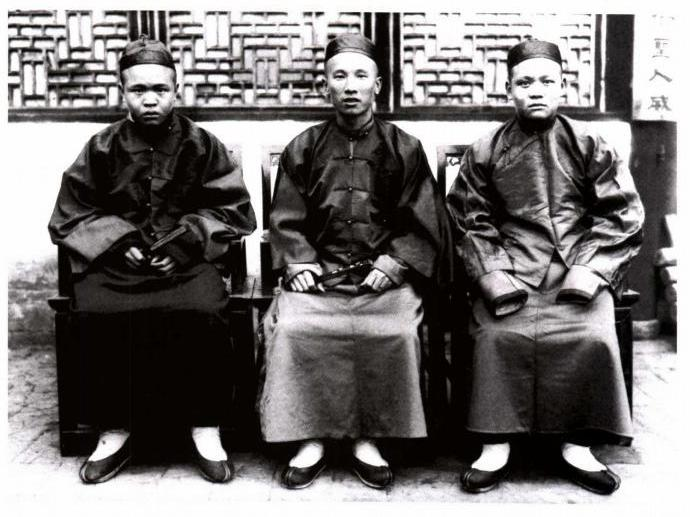
光緒癸卯科進士李坤、施汝欽、袁嘉穀中式合影

袁嘉穀（1872年—1937年11月23日），字樹五，號澍圃，云南石屏县人。清朝政治人物。經濟特科狀元。晚年自號屏山居士。
光緒二十九年（1903年）殿試位列二甲第六十二名，同年闰五月，改翰林院庶吉士。在隨后的经济特科考试中，获一等第一名，成为“经济特科状元”，是云南历史上唯一的状元。在清朝政府主要担任教育职务，光緒三十年（1904年）奉派到日本考察教育兼任雲南留日學生監督，受到啓發，回國調入學部籌建編譯圖書局，宣統元年（1909年）任該局首任局長。主事期間編輯、翻譯各類書籍。研究編寫官定各種教材，統一規範教科書中的名詞術語。如把傳統的「曜日」更改「星期」，就是在其主持下制定的。
辛亥革命后，當過國會議員，後成为云南省政府顾问、省图书馆副馆长任職雲南圖書館時，主持編撰《雲南圖書館圖書目錄》、《雲南叢書》、《滇文叢錄》等，并先後长期执教于东陆大学與雲南大學。於1937年12月23日與世長辭，終年66歲。主要著述有《滇繹》、《雲南大事記》、《滇南金石萃編》、《臥雪堂文集》等。
其故居位于昆明市翠湖北路，2019年列入云南省文物保护单位。

## 外部連結
- 清末奇士袁嘉谷经济特科"状元"试卷惊现昆明 （页面存档备份，存于）